# Gołyszek właściwy
Gołyszek właściwy (Echinosorex gymnura) – gatunek owadożernego ssaka z rodziny jeżowatych (Erinaceidae), jedyny przedstawiciel rodzaju gołyszek (Echinosorex), największy z owadożerów. Podobnie jak inni przedstawiciele podrodziny Galericinae (rodzaje Hylomys, Neohylomys, Podogymnura, Neotetracus) nie posiada kolców, co odróżnia go od jeży (przedstawicieli podrodziny Erinaceinae).

## Występowanie
Gołyszek występuje na Półwyspie Malajskim, Sumatrze, Borneo i Labuan.

## Charakterystyka ogólna
Ma czarno-białe umaszczenie. Osiąga długość ciała 260-460 mm, ogona 20–21 cm, przy czym samice są większe niż samce. Masa ciała wynosi 0,50–1,40 kg. Jego gruczoły przyodbytowe wydzielają zapach cebuli, potu lub amoniaku. Zwierzę znaczy w ten sposób teren i odstrasza napastników. Żywi się owadami, mięczakami, żabami i rybami.

## Podgatunki
Wyróżniono dwa podgatunki:
- E. gymnura alba
- E. gymnura gymnura